# Tête inachevée de Néfertiti (Berlin)
Ne doit pas être confondu avec Tête inachevée de Néfertiti (Le Caire).
La Tête inachevée de Néfertiti est une sculpture de calcaire conservée à Berlin et représentant la reine Néfertiti dans ses années de jeunesse. Elle fut découverte en 1912 par une expédition de la Société orientale allemande dirigée par l'égyptologue Ludwig Borchardt. Cette œuvre, entre autres objets, a été transférée depuis l'Allemagne vers l'Union soviétique pendant la Seconde Guerre mondiale. Jusqu'en 1958, elle est restée au musée de l'Ermitage, après quoi elle a été rendue au Musée égyptien de Berlin, où elle se trouve aujourd'hui sous le numéro d'inventaire ÄM 21220.

## Découverte
Ce portrait a été découvert à Amarna lors des fouilles menées sous les auspices de la Société orientale allemande et de Ludwig Borchardt. Cette « pièce maîtresse » décrite par Borchardt se trouvait dans la maison du sculpteur Thoutmôsis, salle 19, juste avant le passage qui menait à la « grande cour », parmi de nombreuses épreuves en plâtre. D'autres artefacts, dont le Buste de Néfertiti, ont été trouvés lors des mêmes fouilles au même endroit.
En tant que partie d'une statue composite, cette tête fait partie d'une série de portraits de Néfertiti (ÄM 21300, ÄM 21358, ÄM 21263) trouvés dans l'atelier de Thoutmôsis.

## Description
Représentative de l'art amarnien, cette sculpture appartient à la XVIIIe dynastie et date du milieu du XIVe siècle av. J.-C. Les dimensions de cette tête de calcaire sont : 29 × 14,9 × 16,5 cm. Le travail est inachevé : les oreilles ne sont pas terminées, les yeux ne sont pas insérés, la surface de la pierre n'est pas entièrement polie. Néanmoins, elle porte des marques de peinture, notamment le contour des yeux et les sourcils, ainsi que le dessin préliminaire de l'emplacement d'un bandeau sur le front et les oreilles. Les tracés indicatifs sur le cou montrent que la tête était encore dans sa phase d'élaboration.
La finesse de son modelé, les fossettes autour des lèvres et la douceur de ses traits juvéniles lui donnent un aspect à la fois réaliste et idéalisé, ce qui est caractéristique d'une période tardive du style amarnien.
Sur la partie supérieure de la tête devait être fixée une coiffe royale,. Même si certains chercheurs voient dans ce visage celui de la princesse Mérytaton, fille aînée d'Akhenaton et de Néfertiti, c'est à cette dernière que ce portrait est le plus souvent identifié.

## Galerie

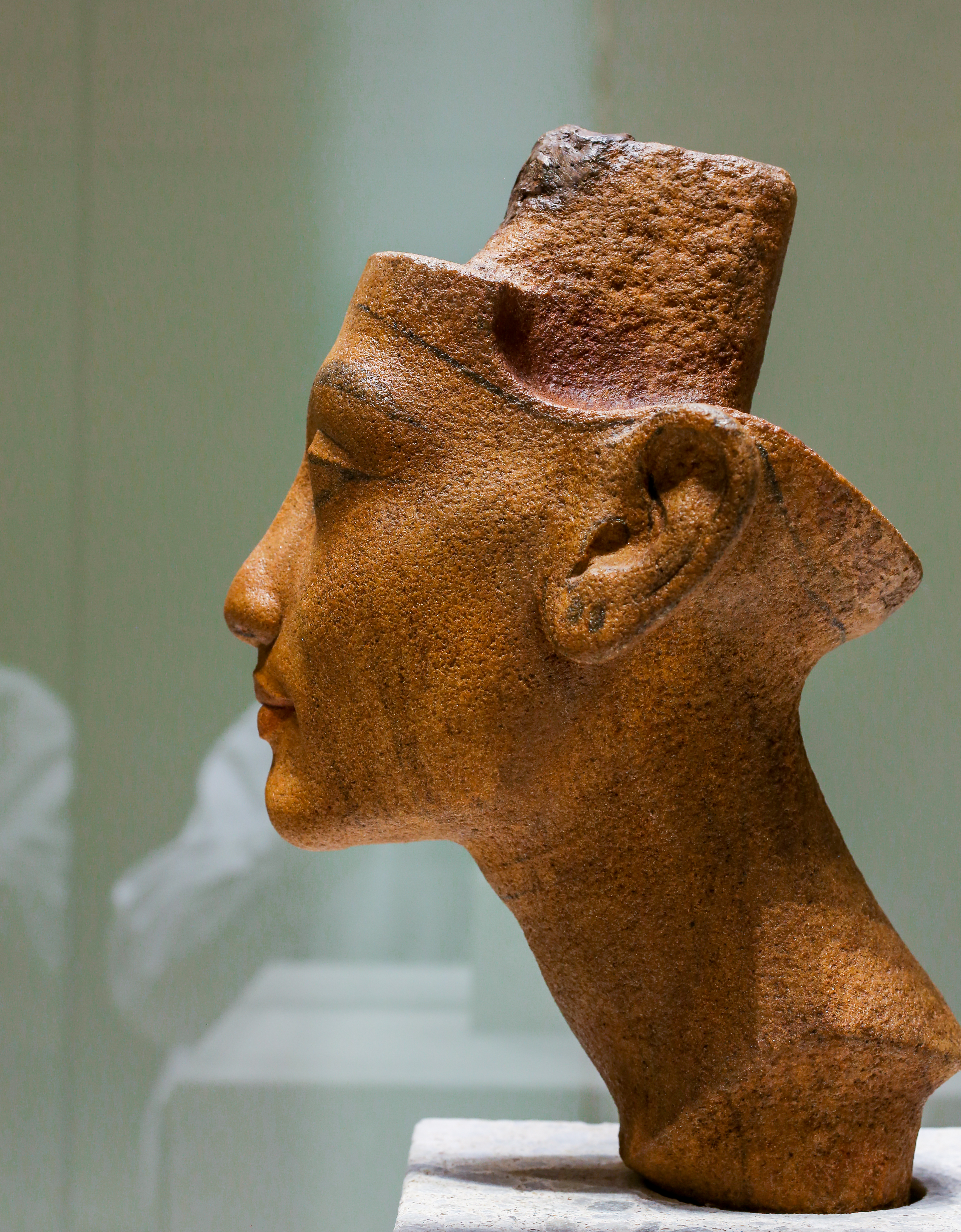
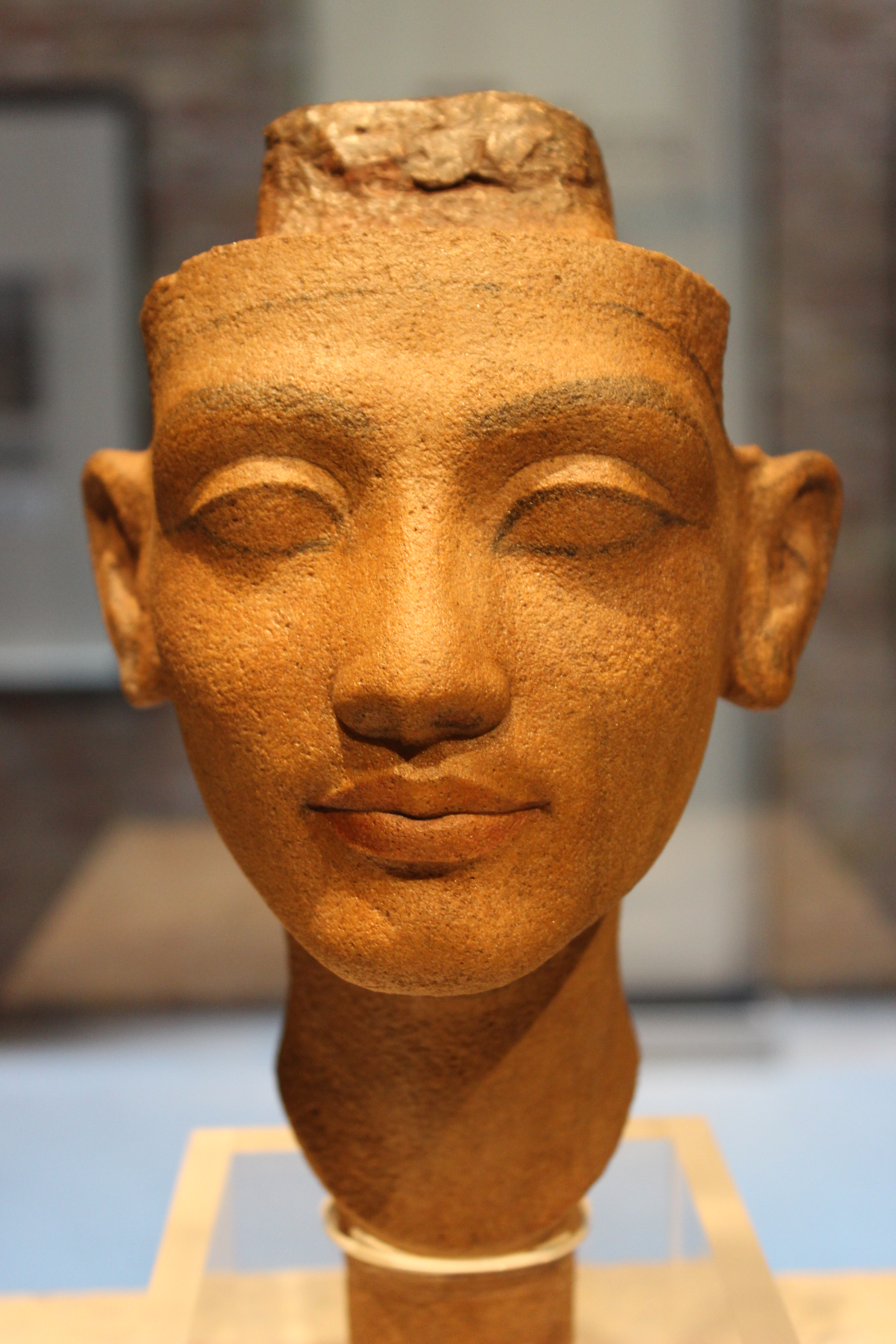
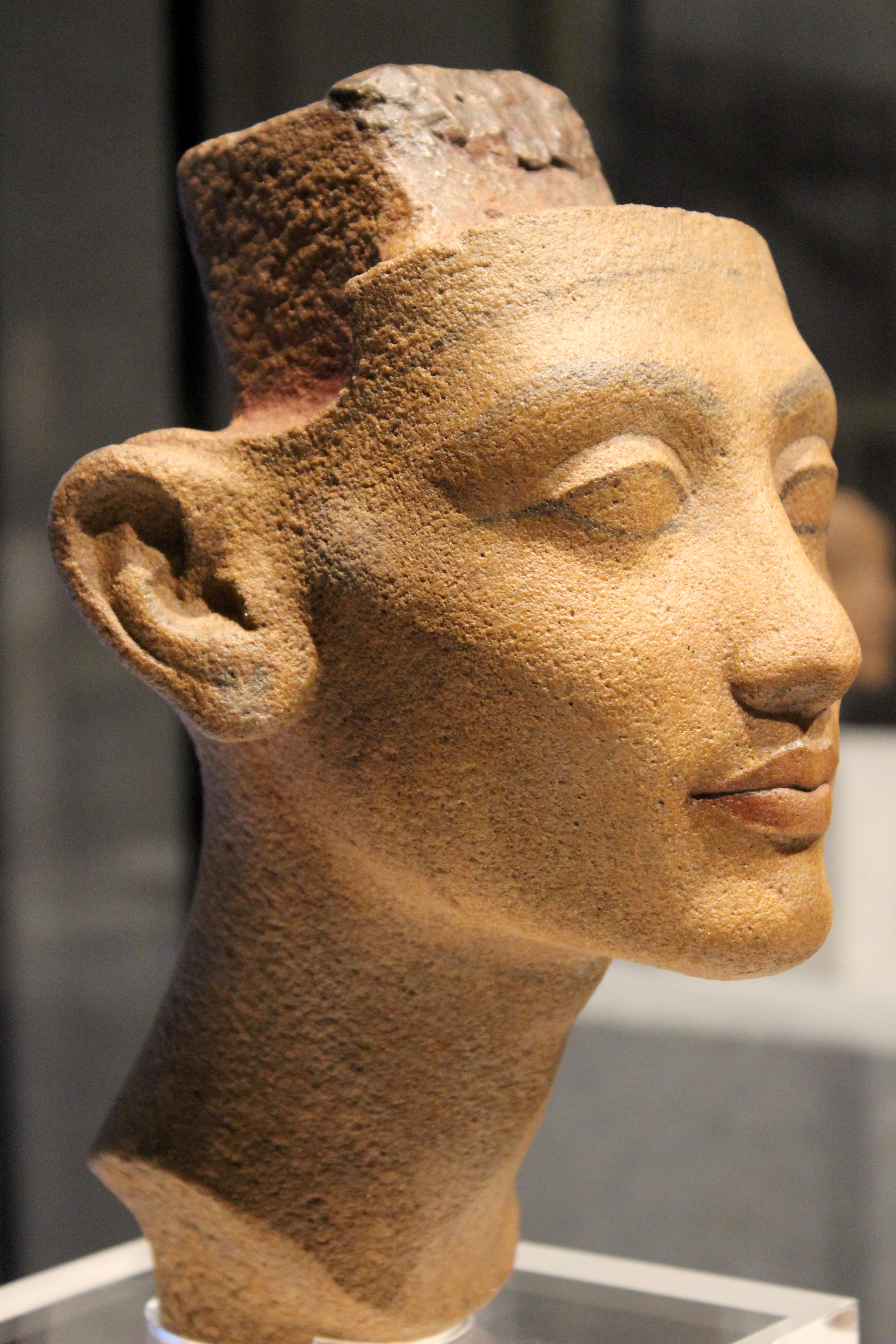
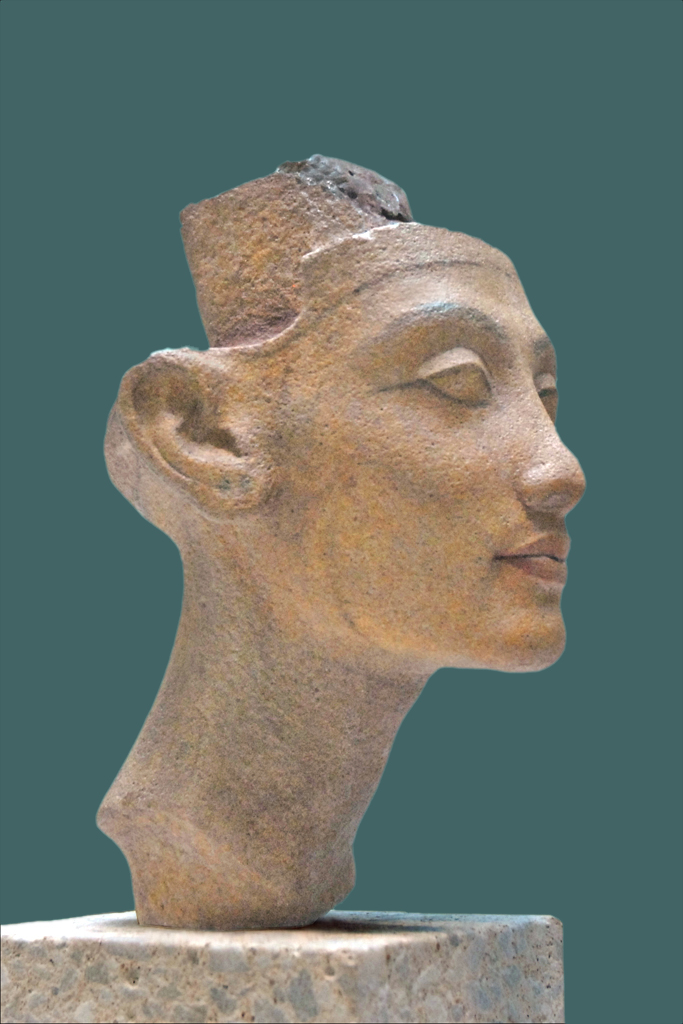
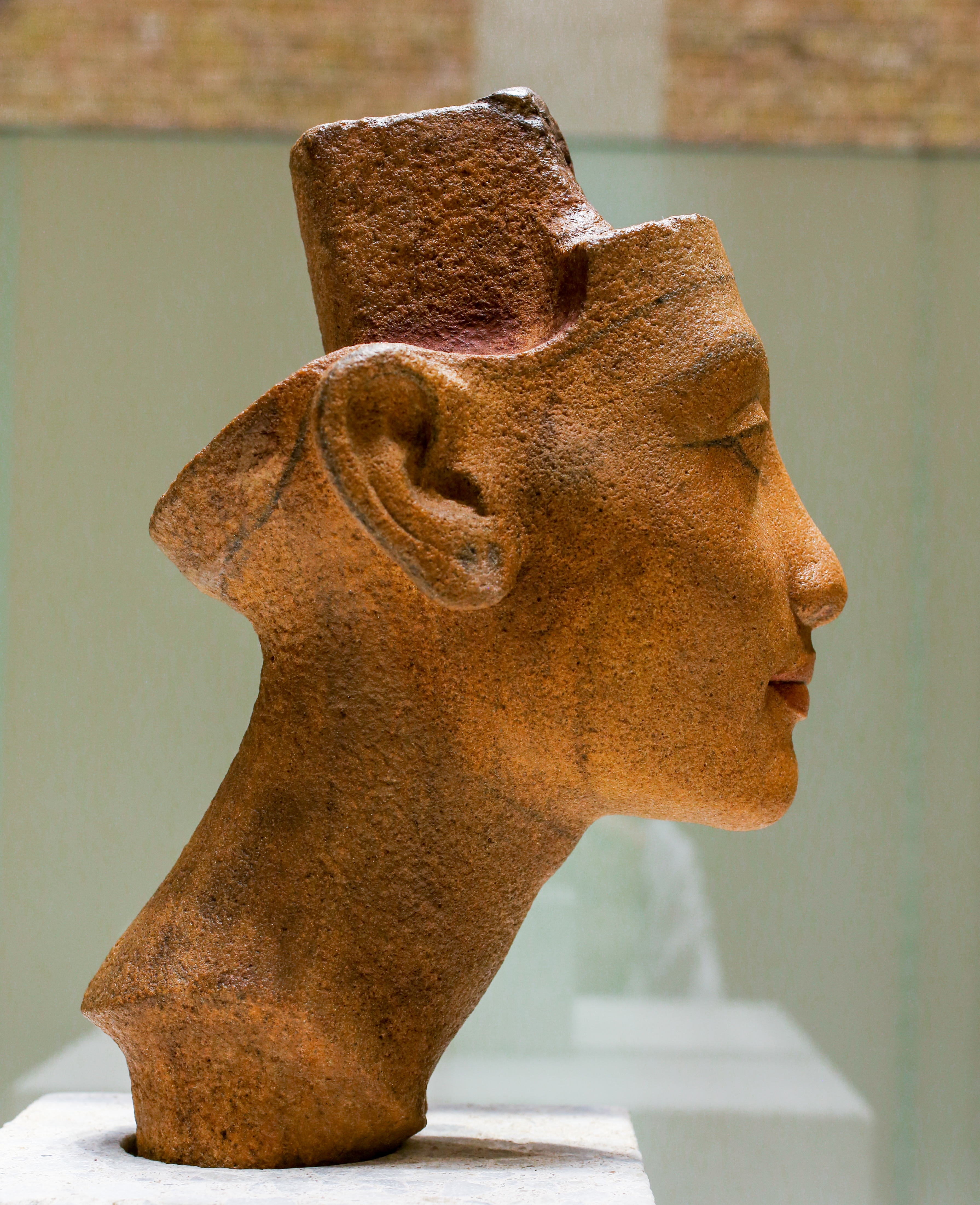
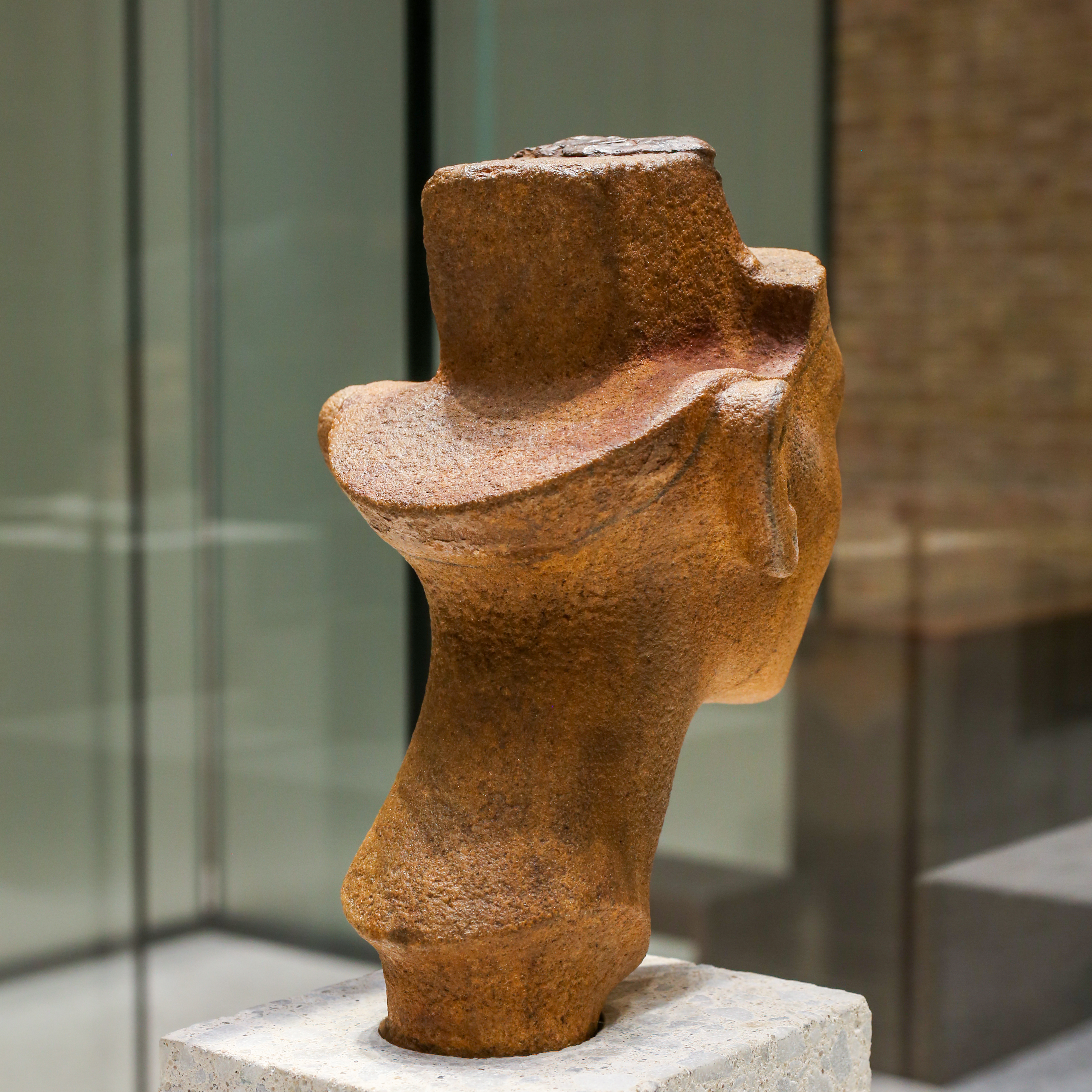